# Сусак зонтичный
Суса́к зо́нтичный (лат. Bútomus umbellátus) — вид многолетних травянистых растений рода Сусак (Butomus), один из двух видов монотипного семейства Сусаковые (Butomaceae). Легко узнаётся даже в отцветшем состоянии по крупному соцветию — простому зонтику на верхушке стебля.

## Распространение и среда обитания
Евразиатское растение, широко распространённое в болотах, в стоячих и текучих водах, по топким берегам рек и озёр почти повсюду в зоне умеренного и тёплого климата, обычно в зарослях камыша и тростника.
В России повсеместно, кроме Крайнего Севера и Северо-Востока.
Занесено и натурализовалось практически везде в мире. В некоторых регионах введено в культуру.
В нескольких штатах США считается инвазионным.

## Ботаническое описание

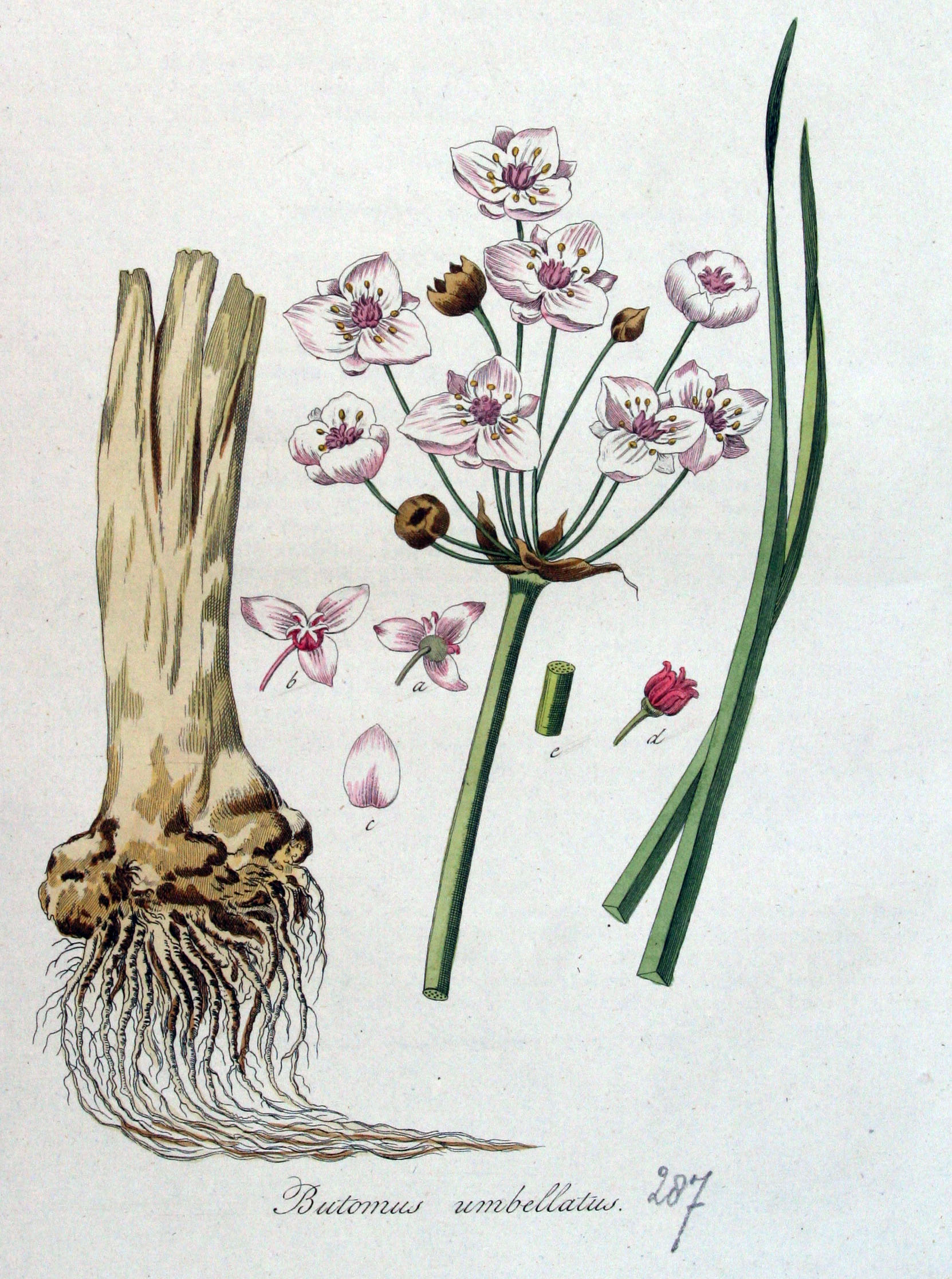

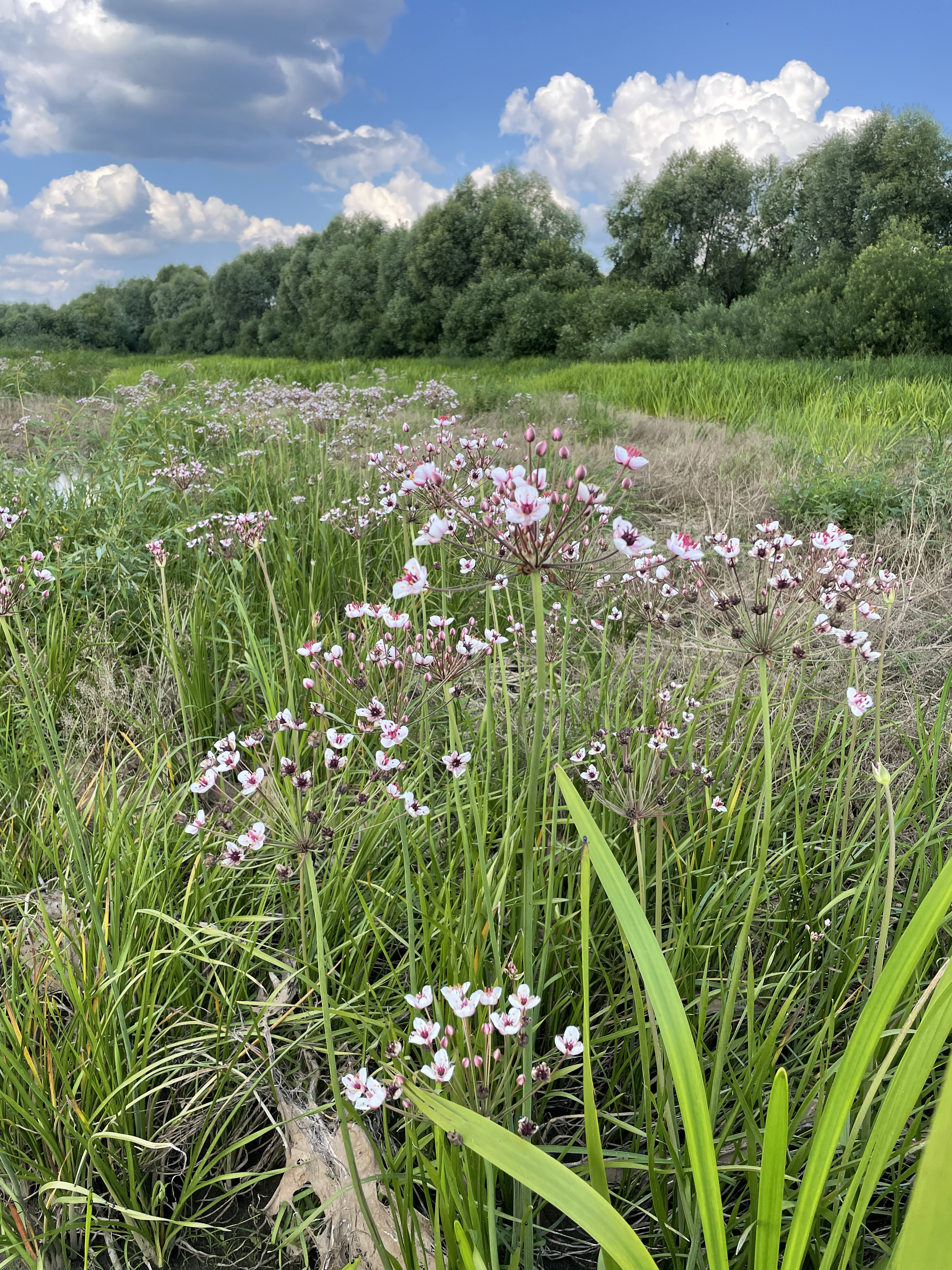
Сусак зонтичный, Московская область

Травянистое прибрежно-водное растение (высотой от 50 см до полутора метров) с толстым сочным горизонтальным корневищем.
Листья прямостоячие, длинные (до 1 м длиной), узкие (до 1 см в поперечнике), плоские, лишь при основании гранистые, отходят от самого основания стебля.
Стебель безлистный прямой, выше листьев, круглый, наверху с зонтиком крупных розовато-белых цветков (до 2,5 см в диаметре). Цветки правильные, с шестью розоватыми листочками околоцветника, девятью тычинками и шестью пестиками. Цветёт в середине лета.

## Хозяйственное значение и применение
Толстые, богатые крахмалом корневища сусака зонтичного издавна разными народами употреблялись в пищу, а у якутов до знакомства с русским хлебом служили главным источником растительной пищи. Корневища сушат, мелют в муку и пекут хлеб; едят также в пареном и печёном виде, например, с салом. Высушенные корневища содержат 4 % жира, 14 % белка и 60 % углеводов. Заготовку корневищ для еды надо производить поздней осенью. Старое название этого растения — «хлебница».
Из листьев можно делать маты, циновки, корзины, рогожи и другие плетёные изделия.
Семена и корневища используют в Западной Европе в качестве народного лекарственного средства.
Неплохой медонос и ценный пыльценос. В июне — июле цветки сусака зонтичного дают медоносным пчёлам нектар. Суточная продуктивность нектара цветком может достигать 2 мг. Концентрация сахаров в нектаре 30—40 %. Нектар скапливается на дне цветка, где хорошо заметен.
В народной медицине употребляют как отхаркивающее и мягчительное.
Декоративное прибрежно-водное растение.